# Institut supérieur pédagogique de la Gombe
L'Institut supérieur pédagogique de la Gombe, ou ISP-Gombe, est un établissement public d'enseignement supérieur situé au croisement des avenues Père Boka et Kisangani, dans la commune de la Gombe, à Kinshasa, capitale de la république Démocratique du Congo.

## Historique
L'ISP Gombe est créé le 07 octobre 1981, pour former des enseignants de haut niveau, répondant aux besoins éducatifs du pays. Au fil des ans, l'institution a élargi son offre académique pour inclure diverses disciplines, tout en maintenant un accent sur la pédagogie.

## Mission
L'ISP Gombe vise à offrir un accueil et un encadrement favorisant une formation intellectuelle et professionnelle solide dans un cadre idéal. L'institution met l'accent sur le développement des valeurs morales, intellectuelles, spirituelles et civiques, telles que le respect du bien commun, l'honnêteté, la probité, le sens du développement, l'esprit de travail, la persévérance, le savoir-vivre, le savoir-être, la solidarité et l'ordre.

## Infrastructures
L'ISP Gombe dispose d'une infrastructure appropriée comprenant :
- Un amphithéâtre de ± 700 places ;
- Des salles de cours ;
- Deux salles informatiques ;
- Un laboratoire de biologie ;
- Un laboratoire de chimie ;
- Un laboratoire de langues ;
- Une salle de géographie ;
- Une bibliothèque ;
- Une cuisine didactique ;
- Un internat réservé aux jeunes filles.

Ces installations soutiennent les activités académiques et parascolaires, offrant aux étudiants un environnement propice à l'apprentissage et au développement personnel.

## Formations
L'ISP Gombe propose plusieurs sections de formation :
- Lettres et sciences humaines : Cette section forme des enseignants et des professionnels capables de travailler dans divers secteurs, notamment l'enseignement.
- Sciences exactes : Le cursus, d'une durée de quatre ans, vise à transmettre un enseignement de qualité et pluridisciplinaire axé sur la physique, la chimie et les mathématiques.
- Sciences commerciales, informatique et gestion des entreprises : Cette section forme des professionnels capables d'analyser et de comprendre les problèmes ou les besoins des clients et de proposer des solutions informatiques adaptées.
- Accueil et tourisme : Cette section offre des connaissances fondamentales sur les sciences de gestion et le management hôtelier aux étudiants.
- Section soir : Cette section est destinée aux étudiants qui souhaitent suivre des cours en soirée.

Ces programmes sont conçus pour répondre aux besoins du marché du travail et aux aspirations des étudiants.

## Activités parascolaires
L'ISP Gombe encourage la participation des étudiants à diverses activités culturelles, sportives et de loisirs, telles que des conférences, des groupes de réflexion, du théâtre, du football, du basket-ball et du volley-ball. Ces activités visent à promouvoir l'épanouissement des étudiants et le développement des valeurs morales et civiques.

## Admission
L'admission à l'ISP Gombe est ouverte aux candidats remplissant les conditions fixées par le ministère de l'Enseignement Supérieur et Universitaire de la République Démocratique du Congo. Les informations détaillées sur les procédures d'inscription et les programmes offerts sont disponibles sur le site officiel de l'institution.